# Marcellois
Marcellois est une commune française située dans le département de la Côte-d'Or en région Bourgogne-Franche-Comté.

## Géographie

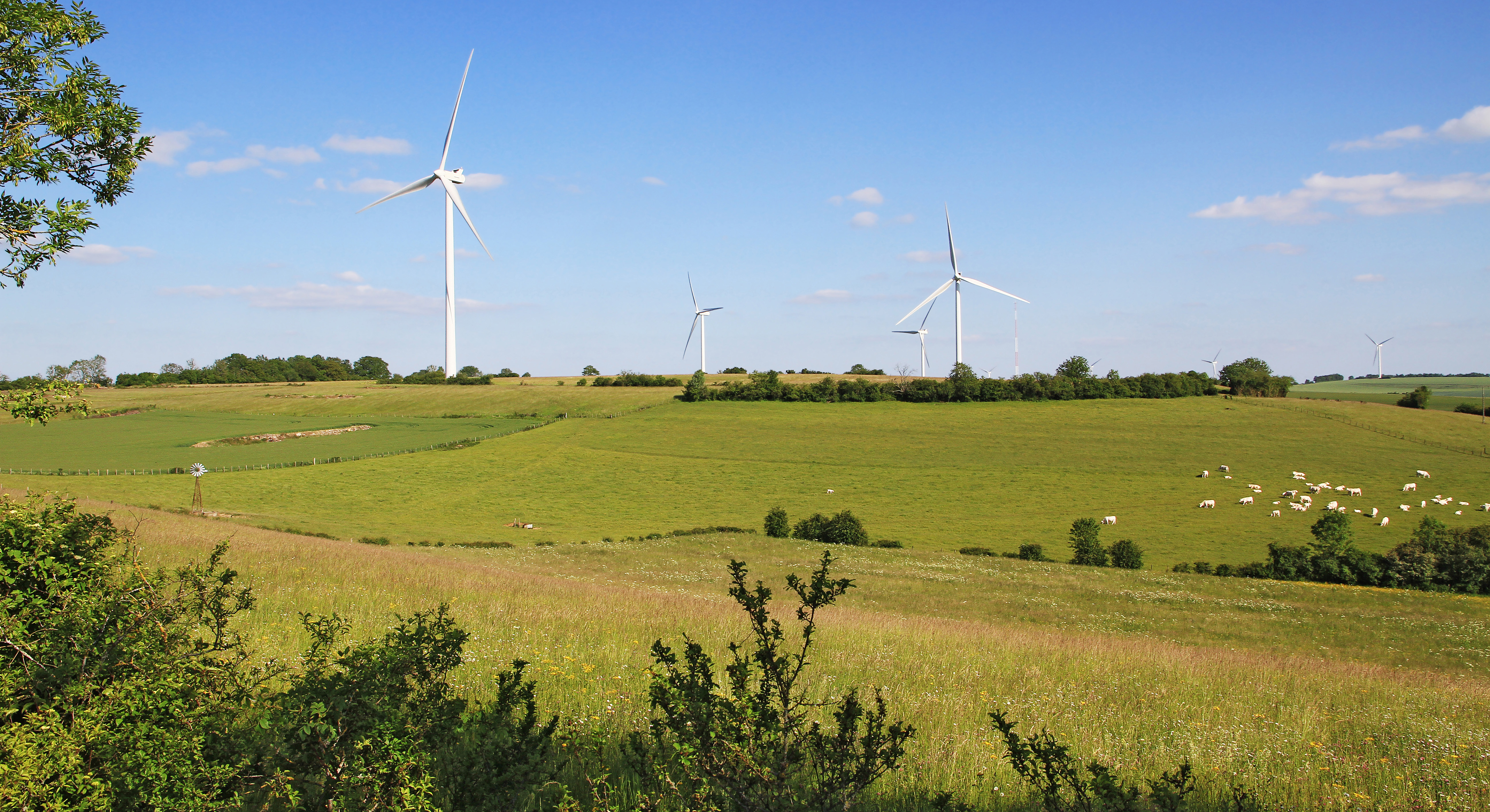
Les hauts de Marcellois avec le parc éolien de Marcellois-Massingy.

Constitué d'un versant de la rive droite d'un affluent de la Brenne et d'une partie du plateau le surplombant, le territoire d'Avosnes est surtout occupé par des pâturages, quelques champs du plateau sont consacrés à l'agriculture. Des petits bois s'éparpillent dans les prairies, ils sont plus importants tout au long du versant en limite de plateau et un bois homogène remplit la partie sud-est du finage. Le point le plus haut de la commune se trouve sur la route d'Avosne en limite de commune au nord à 545 m d'altitude, le plus bas à l'ouest sur le ruisseau à 378 m. Le village est situé sur le plateau au bord du coteau, il est traversé par une des deux routes qui relient Vitteaux à Sombernon, celle qui passe sur le plateau (D9/D119) et qui fait partie de l'ancienne route de Paris à Dijon.

### Hydrographie
Le versant à forte déclivité est propice à l'existence de sources alimentées par les pluies tombées sur le plateau. Cinq sources principales alimentent le ruisseau qui va rejoindre la Brenne à Uncey-le-Franc. Ce ruisseau de quatre kilomètres de long qui prend sa source à Corcellotte-en-Montagne (sur la commune voisine de Saint-Mesmin) n'a pas de nom sur les cartes de l'I.G.N. et n'est pas répertorié dans les affluents de la Brenne sur le site officiel S.A.N.D.R.E.

### Hameaux, écarts, lieux-dits
La population est regroupée dans le village, la commune n'a pas de hameaux rattachés ni d'habitations isolées.

### Climat
Pour des articles plus généraux, voir Climat de la Bourgogne-Franche-Comté et Climat de la Côte-d'Or.
En 2010, le climat de la commune est de type climat des marges montargnardes, selon une étude du Centre national de la recherche scientifique s'appuyant sur une série de données couvrant la période 1971-2000. En 2020, Météo-France publie une typologie des climats de la France métropolitaine dans laquelle la commune est exposée à un climat océanique altéré et est dans la région climatique  Lorraine, plateau de Langres, Morvan, caractérisée par un hiver rude (1,5 °C), des vents modérés et des brouillards fréquents en automne et hiver. 
Pour la période 1971-2000, la température annuelle moyenne est de 9,5 °C, avec une amplitude thermique annuelle de 16,5 °C. Le cumul annuel moyen de précipitations est de 1 004 mm, avec 13,2 jours de précipitations en janvier et 8,7 jours en juillet. Pour la période 1991-2020, la température moyenne annuelle observée sur la station météorologique de Météo-France la plus proche, « Pouilly-en-Aux_sapc », sur la commune de Pouilly-en-Auxois à 10 km à vol d'oiseau, est de 10,7 °C et le cumul annuel moyen de précipitations est de 859,1 mm,. Pour l'avenir, les paramètres climatiques de la commune estimés pour 2050 selon différents scénarios d'émission de gaz à effet de serre sont consultables sur un site dédié publié par Météo-France en novembre 2022.

## Urbanisme

### Typologie
Au 1er janvier 2024, Marcellois est catégorisée commune rurale à habitat très dispersé, selon la nouvelle grille communale de densité à 7 niveaux définie par l'Insee en 2022.
Elle est située hors unité urbaine. Par ailleurs la commune fait partie de l'aire d'attraction de Dijon, dont elle est une commune de la couronne,. Cette aire, qui regroupe 333 communes, est catégorisée dans les aires de 200 000 à moins de 700 000 habitants,.

### Occupation des sols
L'occupation des sols de la commune, telle qu'elle ressort de la base de données européenne d’occupation biophysique des sols Corine Land Cover (CLC), est marquée par l'importance des territoires agricoles (89,8 % en 2018), une proportion sensiblement équivalente à celle de 1990 (90,1 %). La répartition détaillée en 2018 est la suivante : 
terres arables (46,2 %), prairies (43,6 %), forêts (10,2 %). L'évolution de l’occupation des sols de la commune et de ses infrastructures peut être observée sur les différentes représentations cartographiques du territoire : la carte de Cassini (XVIIIe siècle), la carte d'état-major (1820-1866) et les cartes ou photos aériennes de l'IGN pour la période actuelle (1950 à aujourd'hui).

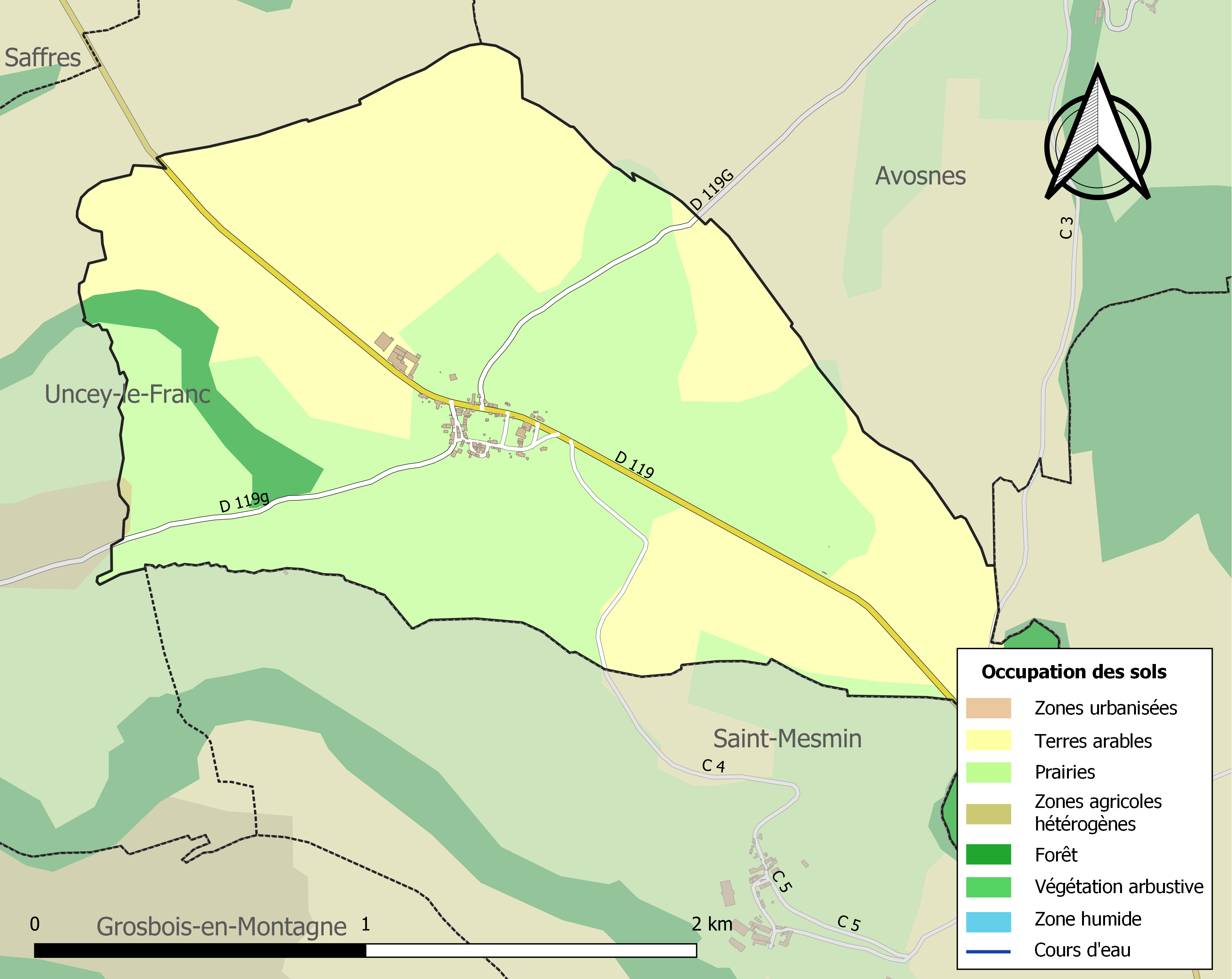
Carte des infrastructures et de l'occupation des sols de la commune en 2018 (CLC).

## Histoire

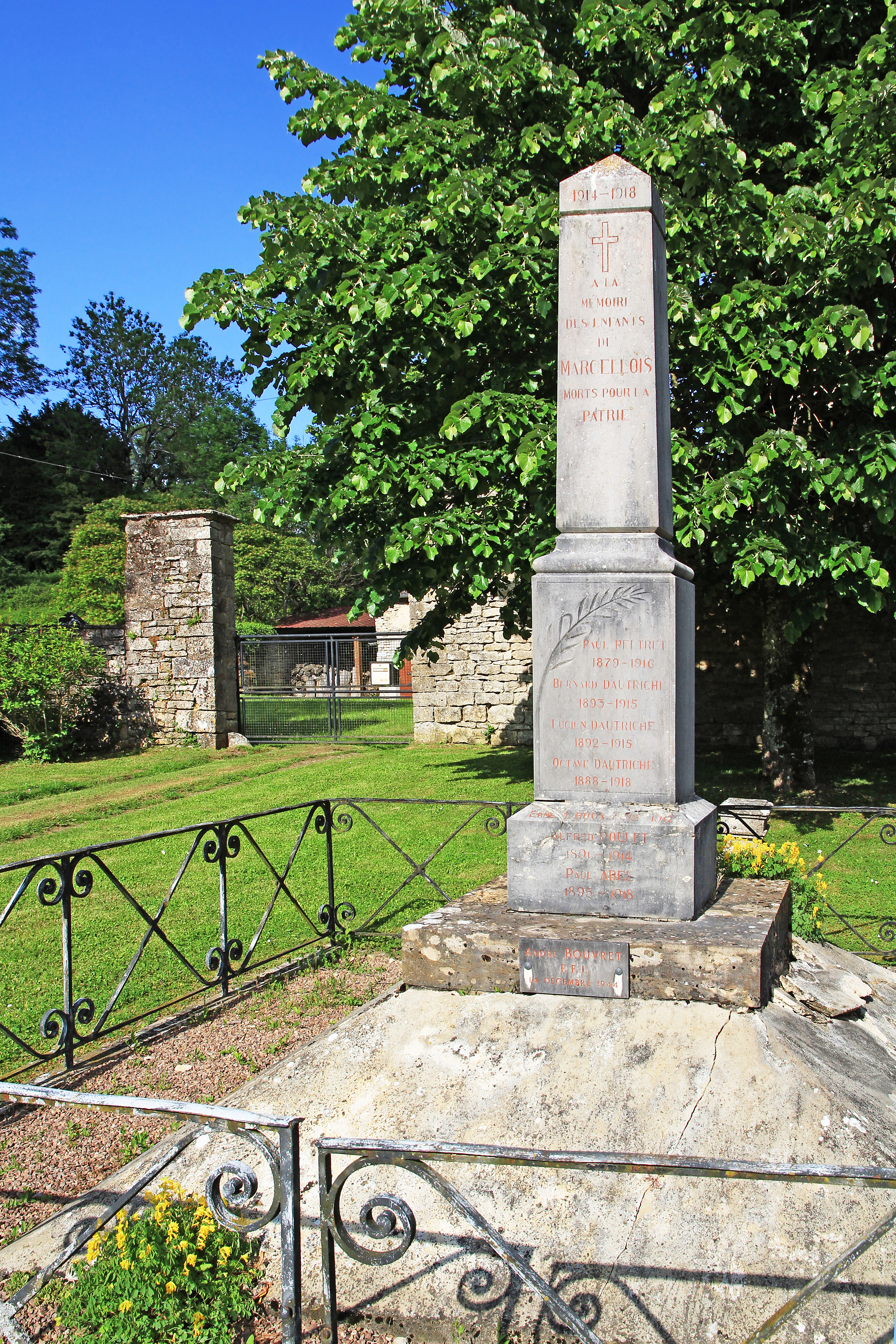
Monument aux morts.

## Politique et administration
| Période                                  | Période  | Identité       | Étiquette | Qualité              |
| ---------------------------------------- | -------- | -------------- | --------- | -------------------- |
| mars 2001                                | En cours | Michel Lagneau | SE        | Agriculteur retraité |
| Les données manquantes sont à compléter. |          |                |           |                      |

## Démographie
L'évolution du nombre d'habitants est connue à travers les recensements de la population effectués dans la commune depuis 1793. Pour les communes de moins de 10 000 habitants, une enquête de recensement portant sur toute la population est réalisée tous les cinq ans, les populations de référence des années intermédiaires étant quant à elles estimées par interpolation ou extrapolation. Pour la commune, le premier recensement exhaustif entrant dans le cadre du nouveau dispositif a été réalisé en 2004.

En 2022, la commune comptait 45 habitants, en évolution de −11,76 % par rapport à 2016 (Côte-d'Or : +0,82 %, France hors Mayotte : +2,11 %).
| 1793 | 1800 | 1806 | 1821 | 1831 | 1836 | 1841 | 1846 | 1851 |
| ---- | ---- | ---- | ---- | ---- | ---- | ---- | ---- | ---- |
| 212  | 221  | 208  | 210  | 210  | 207  | 176  | 150  | 143  |

| 1856 | 1861 | 1866 | 1872 | 1876 | 1881 | 1886 | 1891 | 1896 |
| ---- | ---- | ---- | ---- | ---- | ---- | ---- | ---- | ---- |
| 144  | 136  | 143  | 142  | 133  | 102  | 107  | 97   | 105  |

| 1901 | 1906 | 1911 | 1921 | 1926 | 1931 | 1936 | 1946 | 1954 |
| ---- | ---- | ---- | ---- | ---- | ---- | ---- | ---- | ---- |
| 86   | 85   | 89   | 64   | 60   | 64   | 67   | 58   | 49   |

| 1962 | 1968 | 1975 | 1982 | 1990 | 1999 | 2004 | 2006 | 2009 |
| ---- | ---- | ---- | ---- | ---- | ---- | ---- | ---- | ---- |
| 42   | 35   | 29   | 24   | 23   | 24   | 27   | 26   | 37   |

| 2014 | 2019 | 2022 | - | - | - | - | - | - |
| ---- | ---- | ---- | - | - | - | - | - | - |
| 47   | 47   | 45   | - | - | - | - | - | - |

## Lieux, monuments et pôles d'intérêt
- Village fleuri : deux fleurs. Le fleurissement étant assuré par l'association Marcelloisir, association loi de 1901.
- Parc éolien : six génératrices en 2015 sur la commune, elles font partie des douze du parc Marcellois-Massingy.
- Église de la Nativité, de plan rectangulaire avec un clocher carré situé sur le chœur et un petit porche en façade. Elle contient un bel autel en bois du XVIIe siècle  Classé MH (1913)[17].
- Pigeonnier à toit de lave et muni d'une radière (et non d'un larmier) empêchant les rongeurs d'accéder aux oiseaux ; situé sur la place du château près du monument aux morts, il est plus visible en hiver sans végétation.
- Château (privé).

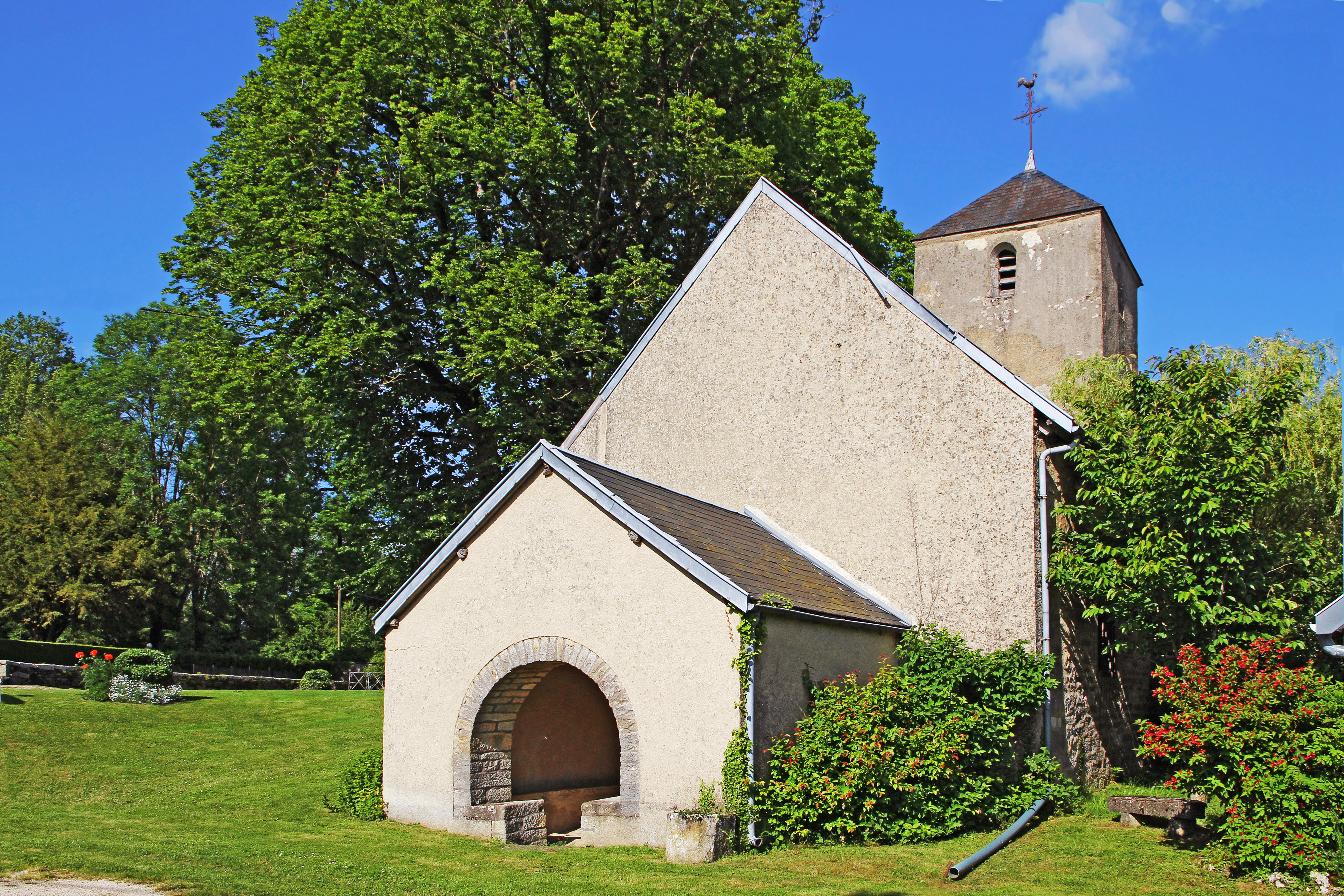
Église de la Nativité.
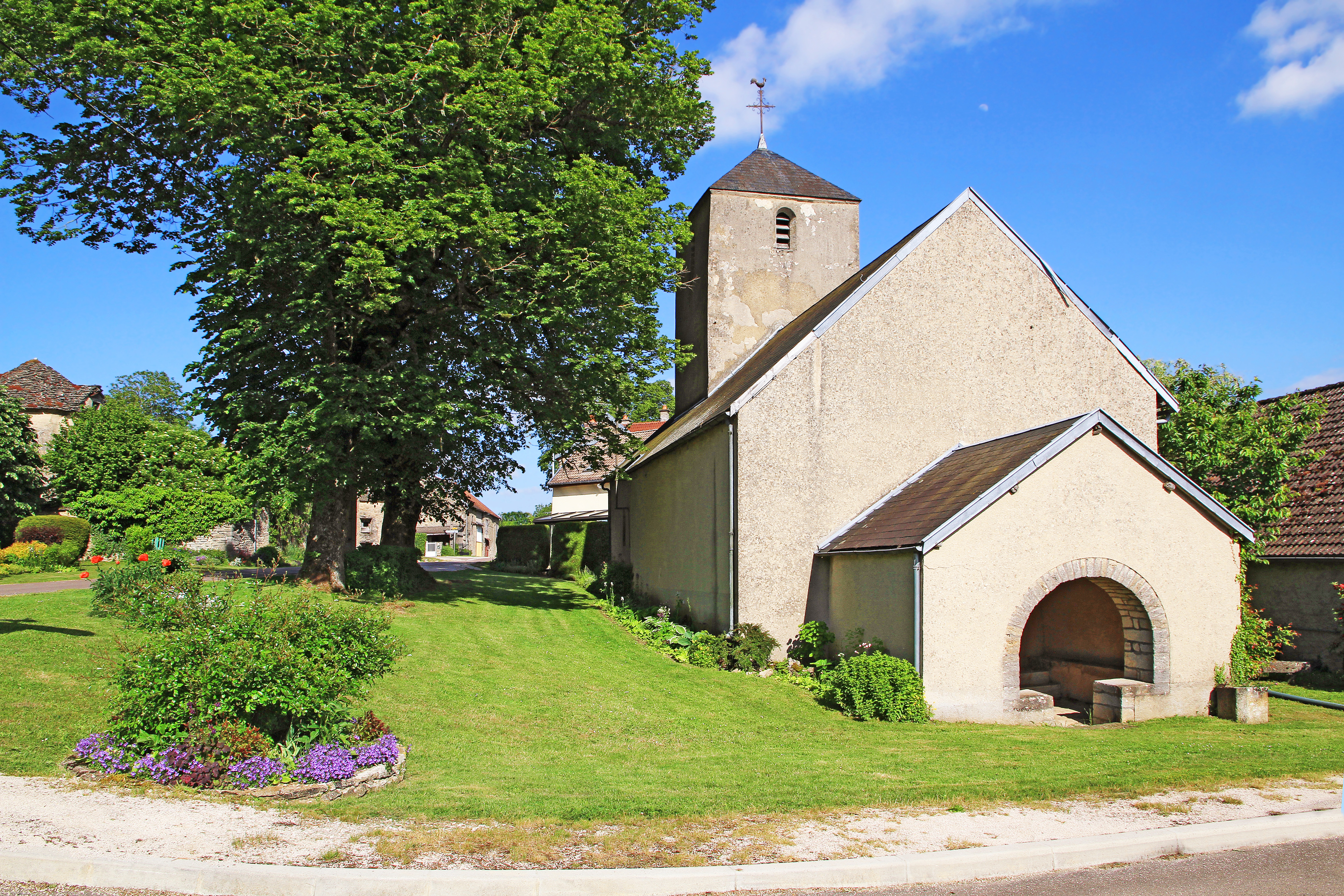
Place de l'église fleurie.
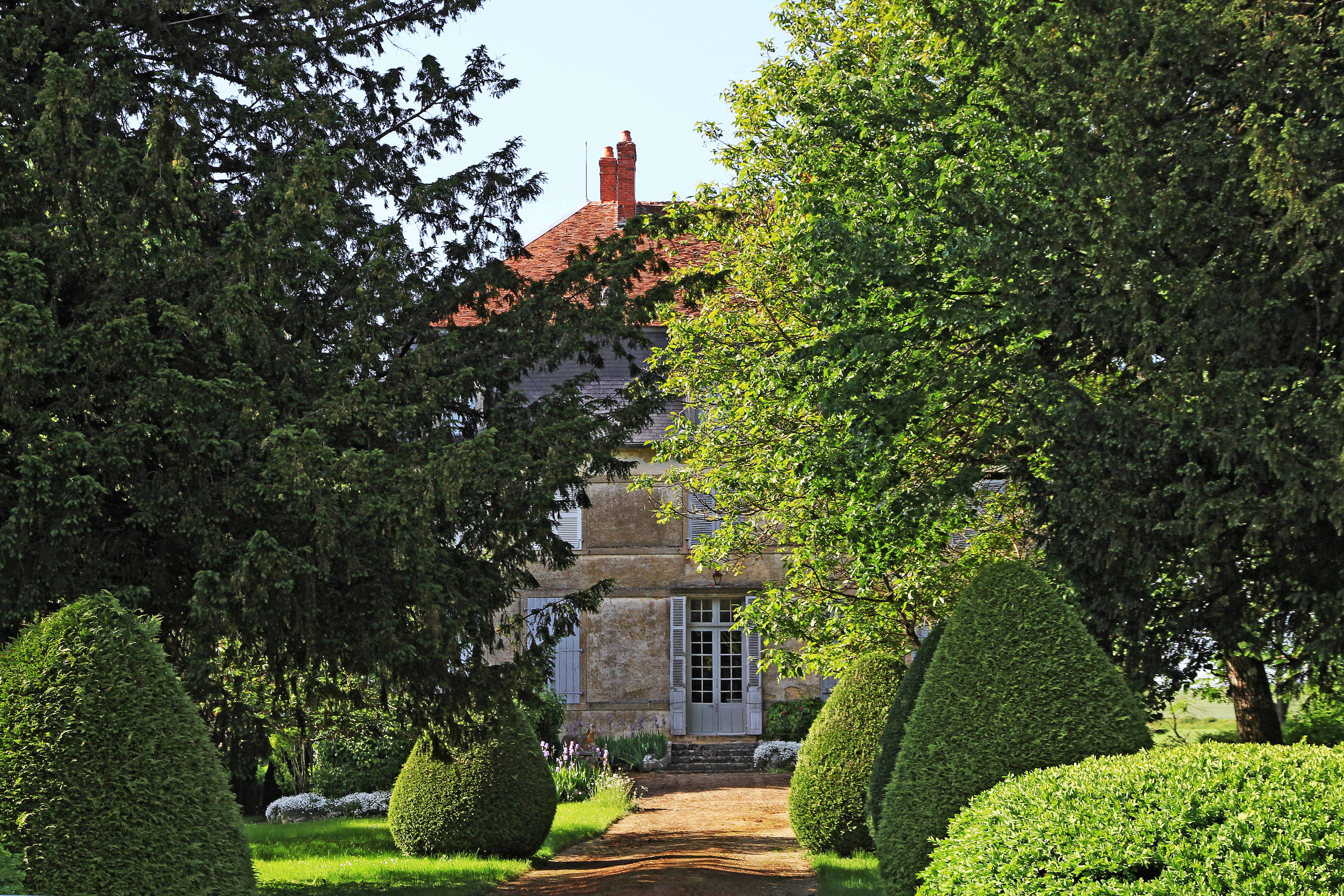
Parc du château.